# 바이오펄
바이오펄(BioPerl)은 1994년부터 시작된 펄 언어에서도 생명과학분야 모듈 구축 프로젝트 이름이다. 인간 게놈 프로젝트에서 필수적인 역할을 하고 있다.
바이오펄은 바이오라이선스라는 무료/공개 라이선스를 사용한다. BSD와 비슷하고 누구나 상업적 목적으로 아무런 조건 없이 활용할 수 있다. 1995~1996년부터 독일의 게오르그 푸엘런이 주도적으로 모듈개발을 지휘했고 2000년대에 와서는 국제적인 프로젝트로 널리 알려졌다.

## 기능 및 예시
시퀀스를 받아오기 위한 GeoBank 접근 예시
```
use Bio::DB::GenBank;

$db_obj = Bio::DB::GenBank->new;

$seq_obj = $db_obj->get_Seq_by_acc( # Insert Accession Number );

```

포맷 변환 예시 코드
```
use Bio::SeqIO;

my $usage = "all2y.pl informat outfile outfileformat";
my $informat = shift or die $usage;
my $outfile = shift or die $usage;
my $outformat = shift or die $usage;

my $seqin = Bio::SeqIO->new( -fh  => *STDIN,  -format => $informat, );
my $seqout = Bio::SeqIO->new( -file  => ">$outfile",  -format => $outformat, );

while (my $inseq = $seqin->next_seq)
{
   $seqout->write_seq($inseq);
}

```

주어진 시퀀스에 대해 통계를 가져오는 예시
```
use Bio::Tools::SeqStats;
$seq_stats = Bio::Tools::SeqStats->new($seqobj);

$weight = $seq_stats->get_mol_wt();
$monomer_ref = $seq_stats->count_monomers();

# for nucleic acid sequence
$codon_ref = $seq_stats->count_codons();

```

## 같이 보기
- 바이오자바
- 바이오파이썬
- 바이오피에치피